# Dot Lake Village
Dot Lake Village is een plaats (census-designated place) in de Amerikaanse staat Alaska, en valt bestuurlijk gezien onder Southeast Fairbanks Census Area.

## Demografie
Bij de volkstelling in 2000 werd het aantal inwoners vastgesteld op 38.

## Geografie
Volgens het United States Census Bureau beslaat de plaats een oppervlakte van
9,4 km², geheel bestaande uit land.

## Plaatsen in de nabije omgeving
De onderstaande figuur toont nabijgelegen plaatsen in een straal van 64 km rond Dot Lake Village.